# Університет Джорджа Вашингтона
Університе́т Джо́рджа Ва́шингтона (англ. The George Washington University, GW, GWU) — приватний дослідницький університет у Вашингтоні, Округ Колумбія. Заснований 9 лютого 1821 року постановою Сенату США. Є найбільшим вищим навчальним закладом у столиці США та (за даними на 2008 рік) найдорожчим американським вишем (2008 року вартість навчання за рік становила понад 38 000 доларів США, не враховуючи додаткові витрати).